# Karl Lippegaus

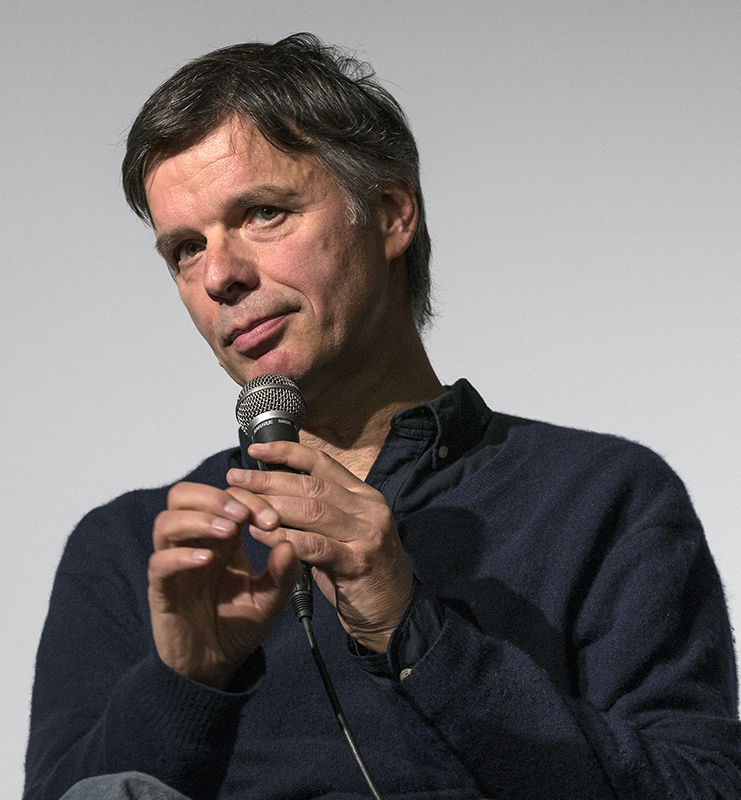
Karl Lippegaus (2013)

Karl Lippegaus (* 1954 in Köln) ist ein deutscher Musikjournalist, Autor und Hörfunkmoderator.

## Leben
Lippegaus studierte Germanistik, Musikwissenschaft und Philosophie an den Universitäten von Bonn und Köln. Nachdem er als 17-Jähriger sein Debüt mit einer Jazzsendung über Miles Davis im Südwestfunk gegeben hatte, produzierte er Jazz- und Rocksendungen beim WDR.
Er ist Autor einer Biografie über John Coltrane, berichtet neben Jazz auch über Chanson, Rockmusik, Folk sowie musikalische Grenzbereiche, mit speziellem Interesse an Verbindungen zwischen Musik und Literatur (Samuel Beckett, James Baldwin, Saul Bellow, Rolf Dieter Brinkmann, Alejo Carpentier, Julio Cortázar, Jack Kerouac, Dylan Thomas), Film (Stanley Kubrick, Federico Fellini, Vincente Minnelli, Pier Paolo Pasolini, Jean-Luc Godard) und Fotografie (Roy de Carava, Guy Le Querrec, Hyou Vielz, William Claxton).
Die von 1995 bis 2005 auf WDR 5 wöchentlich ausgestrahlte Border Music widmete sich neuen Feldern zwischen Jazz, Avant Rock und World-Music. In der Reihe 'Musiker als DJ' gastierten Terry Riley, Annette Peacock, Robert Wyatt, Hans Reichel, Savina Yannatou, Evan Parker, Michael Riessler, Amélia Muge, Pascal Comelade, Gavin Bryars, Franz Koglmann, Rabih Abou-Khalil und andere. Lippegaus war neben seiner Rundfunktätigkeit Jazzredakteur des Musikmagazins Fono Forum. Beim Deutschlandfunk produziert er Porträts für die wöchentliche Sendung JazzFacts.
1995 erhielt er den Deutsch-Französischen Journalistenpreis für das zweistündige Feature über Migranten in den Vororten von Marseille und Paris Rap, Rai, Ramadhan – arabische und westliche Kultur in Marseille und Paris. Lippegaus arbeitete auch als Übersetzer, zum Beispiel für die Biografie Michel Petrucciani – Leben gegen die Zeit und für Amazing Grace, den Film von Sydney Pollack über Aretha Franklin (2019). Für den WDR entstanden mit dem Regisseur Hein Bruehl die Radio-Features Cry Baby Cry (1997), Bis die kalte Zeit uns frisst über Lotte Lenya und Kurt Weill (1998), Clowns, Clochards & Casanovas über Nino Rota (1999), Wolfsmond nach einem Buch von Julio Llamazares (2002) sowie In meiner Einsamkeit des Südens – Der europäische Blick auf den Orient über die Reiseschriftstellerin Isabelle Eberhardt und den spanischen Autor Juan Goytisolo (1997).
Lippegaus ist Autor vieler Folgen der täglichen Hörfunksendung Kalenderblatt im Deutschlandfunk sowie der wöchentlichen Musikcollagen "Radiophon" auf SWR2. Er lebt in Köln und Südfrankreich.

## Schriften
- John Coltrane, Biografie; Edel Germany, Hamburg 2011, ISBN 978-3-8419-0069-2
- Die Stille im Kopf – Interviews und Notizen über Musik, Ammann Verlag 1989; überarbeitete und erweiterte Neuauflage: Nieswand Verlag, Kiel 1991, 1994, ISBN 3-926048-47-6 (auch als E-Book erhältlich)
- Ingo Wulff (Herausgeber): Diary Of Jazz – a perpetual calendar, Nieswand Verlag, Kiel 1996, ISBN 3-926048-38-7 (inkl. Interviews von Karl Lippegaus: mit Astor Piazzolla, Henri Texier, Geri Allen, Michel Portal, George Lewis, Lee Konitz, Don Pullen, Joshua Redman, Miles Davis, Gary Peacock, Bill Frisell, Paco de Lucia)
- Kapitel Printer's Ink, Driftwood and Red in Peter Brötzmann Graphic Works 1959-2016, Wolke Verlag, Hohenheim 2016, ISBN 978-3-95593-075-2
- Kapitel Colours, Densities, Forms: How ECM Changed Folk Music in (Steve Lake und Paul Griffiths, Herausgeber) Horizons Touched – The Music of ECM Records, Granta Books 2007; ISBN 978-1-86207-880-2
- Kapitel Rock-Jazz in Joachim Ernst Berendt (Herausgeber) »Die Story des Jazz«, Rowohlt (rororo) 1975, 1991, ISBN 3-499-17121-X
- Kapitel No Wave in Klaus Frederking und Klaus Humann (Herausgeber) »Rock Session 7. Das Magazin der populären Musik. Thema: Schwarze Musik«, Rowohlt (rororo) 1983
- Kapitel Zur Geschichte des Jazzrock in Burghard König (Herausgeber) »Jazzrock. Tendenzen einer modernen Musik«, Rowohlt (rororo) 1983